# بوديزونيد
بوديزونيد أو بيوديسونيد (بالإنجليزية: Budesonide) هو ستيرويد جلوكوكورتيكويد لعلاج الربو والتهاب الأنف غير المعدي (بما في ذلك حمى القش والحساسية وغيرها)، وللعلاج والوقاية من داء السلائل الأنفية. وبالإضافة إلى ذلك، يتم استخدامه لمرض كرون (مرض التهاب الأمعاء).
ويتم تسويقه من قبل شركة أسترا زينيكا (بالإنجليزية: AstraZeneca) :
- باعتباره رزاز أنفى تحت علامة تجارية باسم راينوكورت (بالإنجليزية: Rhinocort). في مصر يتم تسويقه من قبل شركة أسترا زينيكا - مصر باسم راينوكورت.

(في الدنمارك، راينوسول).
- باعتباره مستنشق عن طريق الفم تحت علامة تجارية باسم Pulmicort (في إسرائيل، Budicort)
- و أيضا كحقنة شرجية أو كبسولة «تسريح-معدل» عن طريق الفم تحت علامة تجارية باسم Entocort.

ويباع أيضا في تركيبة مع فورموتيرول (Oxis) في جهاز للإستنشاق واحد، تحت علامة تجارية باسم Symbicort. في البرازيل يتم تسويقه من قبل Eurofarma تحت علامة تجارية باسم Noex. وEC Entocort هي كبسولة عن طريق الفم يتم تسويقها في الولايات المتحدة من قبل مختبرات بروميثيوس.
وتمت الموافقة على صيغة جديدة لالتهاب القولون التقرحي من قبل إدارة الاغذية والعقاقير الأمريكية FDA.

## الاستخدامات الطبية

### الربو
يعطى البوديزونيد عن طريق منشقة معايرة الجرعة أو رذاذة من أجل الصيانة والعلاج الوقائي للربو، بما في ذلك المرضى الذين يحتاجون إلى الكورتيكوستيرويدات الفموية وأولئك الذين قد يستفيدون من تخفيض الجرعة الجهازية.

### داء الأمعاء الالتهابي
تعد مستحضرات البوديزونيد متأخر التحرر علاج فعال لداء كرون الخفيف إلى متوسط الشدة الذي يشمل اللفائفي و / أو القولون الصاعد. وجدت مراجعة لمكتبة كوكرين دليلًا على قدرته على الحفاظ على حالة الهدأة لداء كرون لفترة تصل إلى ثلاثة أشهر (ولكن ليس أكثر).
يساعد البوديزونيد في تحريض حدوث الشفاء عند الأشخاص المصابين بالتهاب القولون التقرحي.
يعد البوديزونيد فعال للغاية ويوصى به بصفته الدواء المفضل في التهاب القولون المجهري، للحث على الوصول إلى حالة الشفاء والحفاظ عليها، وفي حالات حالات التهاب القولون الليمفاوي والتهاب القولون الكولاجيني.

### التهاب الأنف التحسسي
يعد البوديزونيد المعطى على شكل بخاخات أنفية علاجًا لالتهاب الأنف التحسسي.

### التهاب المريء اليوزيني
يؤثر البوديزونيد الموضعي بشكل كبير في التهاب المريء اليوزيني. وقد صنع على شكل قرص يتفتت في الفم من أجل هذا الاستخدام، ويباع تحت الاسم التجاري جورفيزا.

## التأثيرات الجانبية
قد يسبب البوديزونيد:
- تهيج أو احساس بالحرقة في الأنف.
- نزيف أو تقرحات في الأنف.
- دوخة.
- اضطراب في المعدة.
- سعال.
- بحة في الصوت.
- جفاف الفم .
- طفح جلدي.
- إلتهاب الحلق.
- خلل في الذوق.
- تغير في المخاط.
- تشويش الرؤية.[17]

بالإضافة إلى ذلك، يجب الإبلاغ عن الأعراض التالية على الفور:
- صعوبة في التنفس أو انتفاخ الوجه.
- ظهور بقع بيضاء في الحلق أو الفم أو الأنف.
- عدم انتظام الدورة الشهرية.
- حب الشباب الشديد.
- في حالات نادرة، تغيرات سلوكية (تؤثر في الغالب على الأطفال).[15]

## موانع الاستعمال
يُمنع استعمال البوديزونيد كعلاج أولي لحالة الربو الشديدة الحادة أو نوبات الربو الحادة الأخرى التي تتطلب تدابير مكثفة. كما أنه مضاد استطباب للمرضى الذين يعانون من فرط الحساسية للبوديزونيد.

## التداخلات
يجب على أولئك الذين يتناولون أقراصًا أو كبسولات فموية تجنب الليمون الهندي (الكريفون)، وعصير الليمون الهندي، والقنفذية.
- قد يضاعف عصير الليمون الهندي التوافر الحيوي للبوديزونيد الفموي.
- تخفض القنفذية من التوافر الحيوي.

كما أن الوجبات الغنية بالدهون تؤخر الامتصاص ولكنها لا تعيقه.

## الخصائص الدوائية
البوديزونيد ناهض لمستقبلات الغلوكوكورتيكويد. من بين آثاره:
- التحكم في معدل التصنيع الحيوي للبروتين.[24]
- الحد من هجرة الخلايا المحببة والخلايا الليفية اليافعة.[25]
- عكس النفاذية الوعائية واستقرار الجسيمات الحالة على المستوى الخلوي للوقاية من الالتهاب أو السيطرة عليه.
- لديه نشاط غلوكوكورتيكويدي قوي ونشاط قشري معدني ضعيف.

## الكيمياء
البوديزونيد، المعروف أيضًا باسم 11بيتا، 21- ثنائي هيدروكسي-16 ألفا،17ألفا- (بوتيليدنيبس (أوكسي))بريغنا-1,4- ديين-3,20-ديون، هو ستيرويد بريغناني اصطناعي وكورتيكوستيرويد  كيتالي حلقي غير مهلجن. هو (C)16 ألفا، هيدروكسيل،(C) 16ألفا، 17ألفا كيتال حلقي مع مشتق ألدهيد البوتيل من البريدنيزولون (11بيتا، 17ألفا، 21- ثلاثي هيدروكسي بريغنا-1,4- ديين-3,20-ديون).

## الأبحاث

### كوفيد-19
خلال جائحة فيروس كورونا 2019-20، لاحظ الأطباء والباحثون أن المرضى الذين وصفت لهم الكورتيكوستيرويدات المستنشقة أبدوا أعراضًا أقل خطورةً عند تشخيص إصابتهم بالكوفيد-19، على الرغم من وجود حالات مثل الربو التي يُعتقد أنها تؤدي إلى مرض أكثر خطورة. لاحقًا، وجد أن الدواء قد يكون علاج محتمل للمرض. في يونيو عام 2020، بدأ باحثون من المملكة المتحدة وأستراليا تجربة في المملكة المتحدة على البوديزونيد كتدخل علاجي مبكر في الكوفيد-19، مع توقع صدور النتائج في شهرسبتمبر من نفس العام.